# Mallinus
Mallinus là một chi nhện trong họ Zodariidae.

## Các loài
Các loài trong chi này gồm:
- Mallinus defectus Strand, 1906
- Mallinus nitidiventris Simon, 1893 *